# Astrogeologia

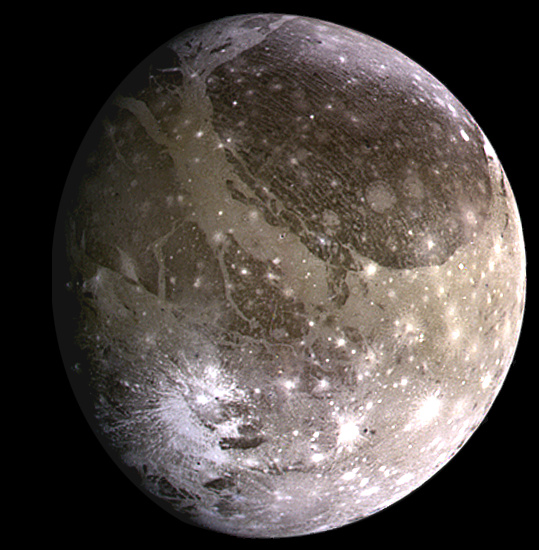
Ganimedes, satélite natural de Júpiter.

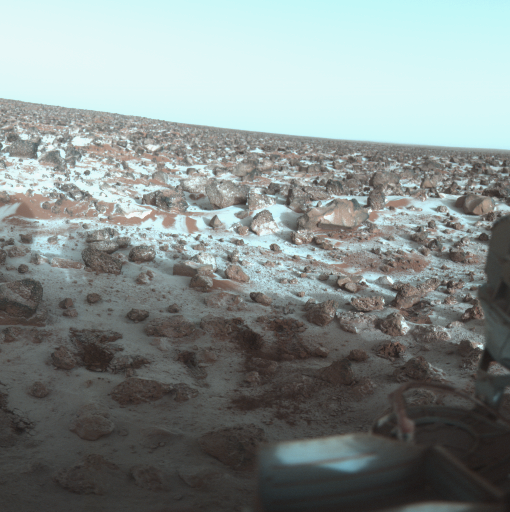
Foto em falsa cor da superfície marciana feita pelo aterrizador da Viking 2 em 9 de setembro de 1977.

A astrogeologia, também conhecida como geologia planetária ou exogeologia, é uma ciência que aplica métodos e técnicas da geologia aos corpos celestes, tais como planetas, luas, cometas, asteroides e meteoritos. Dado que o estudo das rochas se iniciou com o estudo das rochas terrestres, e devido ao tipo de trabalho científico realizado, a astrogeologia encontra-se extremamente ligada à geologia terrestre.
Na expressão 'geologia planetária', o termo geologia é usado em seu sentido mais amplo para designar o estudo das partes sólidas dos planetas. Dessa forma, os aspectos de geofísica, geoquímica, geodésia, cartografia e outras disciplinas relacionadas ao estudo de corpos sólidos estão incluídas no termo geral, geologia.
A geologia planetária é responsável por estudar diferentes aspectos de tópicos que envolvem a determinação da estrutura interna dos planetas rochosos, o vulcanismo planetário e os processos superficiais (como crateras de impacto, e processos de erosão fluvial e eólica) de corpos celestes. As estruturas e composições dos planetas gigantes e suas luas também são examinadas, assim como a composição dos corpos menores do Sistema Solar, como asteróides, o Cinturão de Kuiper e cometas .

## História da geologia planetária
Eugene Shoemaker é creditado por trazer princípios geológicos para o mapeamento planetário e criar o ramo da ciência planetária no início dos anos 1960, no Astrogeology Research Program, dentro do Serviço Geológico dos Estados Unidos . Ele fez contribuições importantes para o campo e o estudo de crateras de impacto, Selenografia (estudo da Lua), asteróides e cometas.

## Ferramentas

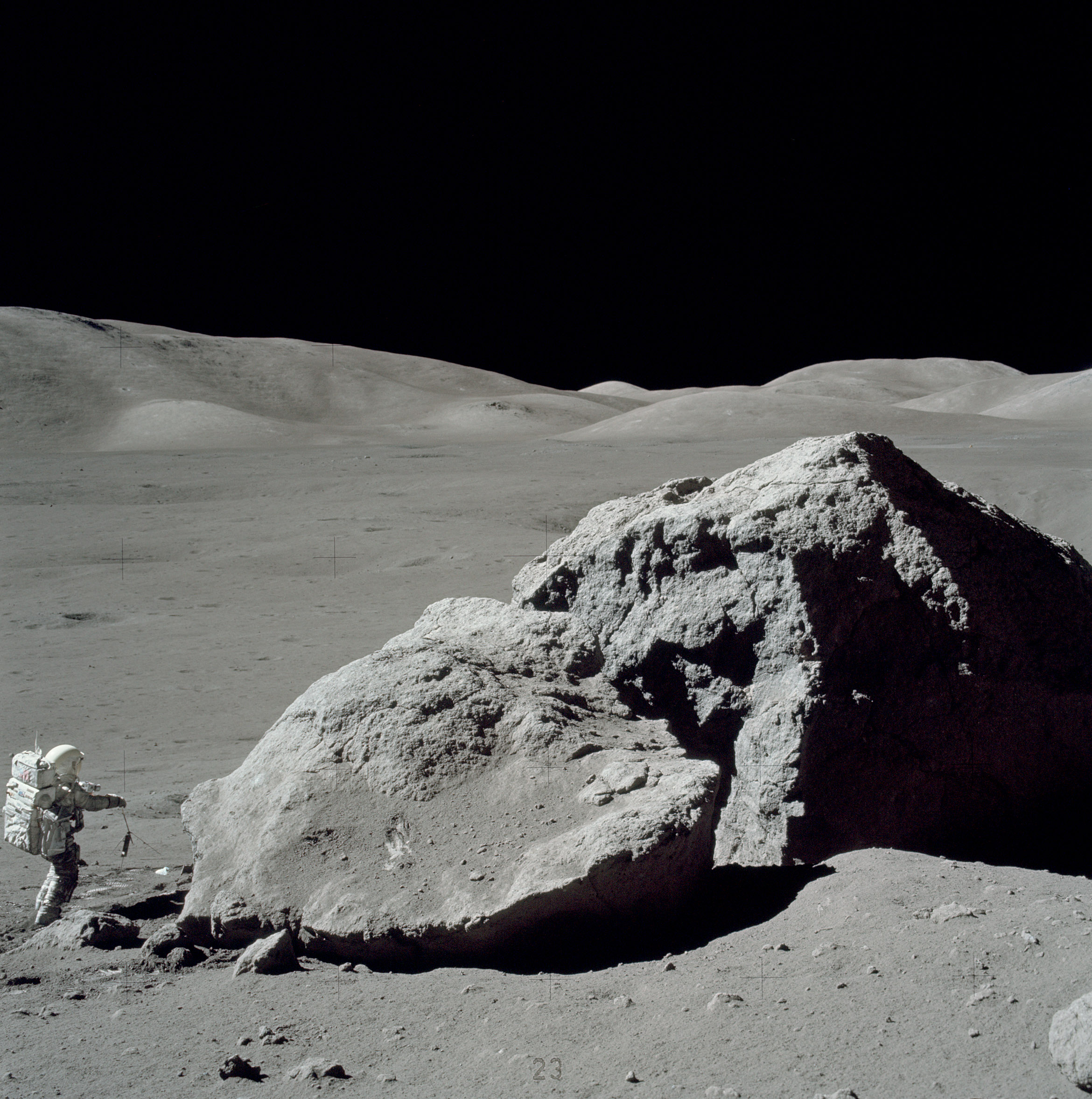
O astronauta e geólogo da NASA Harrison "Jack" Schmitt coletando amostras lunares durante a missão Apollo 17 em dezembro de 1972.

Várias ferramentas são empregadas na geologia planetária, incluindo ferramentas geológicas e arqueológicas comuns, como martelos, pás, pincéis, etc. que são frequentemente utilizadas por geólogos planetários.  Junto com essas ferramentas comuns, novas tecnologias avançadas são usadas por esses profissionais. Esses cientistas também utilizam como ferramenta os mapas e imagens de diferentes corpos planetários obtidas através de telescópios na Terra (telescópio de trinta metros) e telescópios em órbita (Hubble). Tais mapas e imagens são armazenados no Sistema de Dados Planetários da NASA, onde ferramentas como o Atlas de Imagens Planetárias ajudam a procurar por certos itens específicos, como as características geológicas do corpo em questão (montanhas, ravinas e crateras, por exemplo).

## Características e termos
Artigo principal: nomenclatura planetária
A geologia planetária usa uma grande variedade de nomes de descritores padronizados pelas características. Todos os nomes planetários reconhecidos pela União Astronômica Internacional combinam um desses nomes com um nome de identificação possivelmente único.
As convenções que decidem o nome mais preciso dependem de qual corpo planetário a característica está, mas os descritores padrão são em geral comuns a todos os corpos planetários astronômicos. Alguns nomes têm uma longa história de uso histórico, mas novos devem ser reconhecidos pelo Grupo de Trabalho da União Astronômica Internacional para nomenclatura do sistema planetário, pois as características são mapeadas e descritas por novas missões planetárias.
Isso significa que, em alguns casos, os nomes podem mudar à medida que novas imagens se tornam disponíveis, ou em outros casos, nomes informais amplamente adotados mudaram de acordo com as regras.
| Característica               | Pronúncia                                | Descrição | Designação |
| ---------------------------- | ---------------------------------------- | --- | ---------- |
| Albedo                       | /ælˈbiːdoʊ/                              | Uma área que mostra um contraste no brilho ou escuridão (albedo) com áreas adjacentes. Este termo é implícito.                                                                                    | AL         |
| Arcus, arcūs                 | /ˈɑːrkəs/                                | Arco: característica curva | AR         |
| Astrum, astra                | /ˈæstrəm/, /ˈæstrə/                      | Característica padrão radial em Vênus. | AS         |
| Catena, catenae              | /kəˈtiːnə/, /kəˈtiːni/                   | Uma cadeia de crateras. Ex: Enki Catena | CA         |
| Cavus, cavi                  | /ˈkeɪvəs/, /ˈkeɪvaɪ/                     | Cavidades ou depressões irregulares com lados íngremes geralmente em matrizes ou aglomerados. | CB         |
| Chaos                        | /ˈkeɪɒs/                                 | Uma área distinta de terreno quebrado ou irregular. Ex: Iani Chaos . | CH         |
| Chasma, chasmata             | /ˈkæzmə/, /ˈkæzmətə/                     | Depressão profunda, alongada e íngreme. Ex: Eos Chasma. | CM         |
| Colles                       | /ˈkɒliːz/                                | Um conjunto de pequenas colinas ou morros. | CO         |
| Corona, coronae              | /kɒˈroʊnə/, /kɒˈroʊni/                   | Uma característica oval. Usado somente em Vênus e MIranda. | CR         |
| Cratera, crateras            | /ˈkreɪtər/                               | Uma depressão circular provavelmente criada por evento de impacto. Este termo é implícito. | AA         |
| Dorsum, dorsa                | /ˈdɔːrsəm/, /ˈdɔːrsə/                    | Cumeeiros, ou fileiras de cumes com formato de "veias" . Ex: Dorsum Buckland | DO         |
| Centro eruptivo              |                                          | Uma atividade vulcânica em Io. Este termo é implícito. | ER         |
| Facula, faculae              | /ˈfækjʊlə/, /ˈfækjʊli/                   | Um ponto brilhante. | FA         |
| Farrum, farra                | /ˈfærəm/, /ˈfærə/                        | Estrutura semelhante a panqueca, ou uma fileira de tais estruturas. Usado apenas em Vênus. | FR         |
| Flexus, flexūs               | /ˈflɛksəs/                               | Cume curvilíneo muito baixo com um padrão escalopado. | FE         |
| Fluctus, fluctūs             | /ˈflʌktəs/                               | Terreno coberto pela vazão de líquido. Usado em Vênus, Io e Titã. | FL         |
| Flumen, flumina              | /ˈfluːmɪn/, /ˈfluːmɪnə/                  | Canal em Titã que pode transportar líquido. | FM         |
| Fossa, fossae                | /ˈfɒsə/, /ˈfɒsi/                         | Depressão longa, estreita e rasa. | FO         |
| Fretum, freta                | /ˈfriːtəm/, /ˈfriːtə/                    | Estreito de líquido conectando duas áreas maiores de líquido. Usado apenas em Titã. | FT         |
| Insula, insulae              | /ˈɪnsjuːlə/, /ˈɪnsjuːli/                 | Ilha (ou ilhas), uma área de terra isolada (ou grupo dessas áreas) cercada, ou quase cercada por uma área líquida (mar ou lago). Usado apenas em Titã.                                            | IN         |
| Labes, labes                 | /ˈleɪbiːz/                               | Escombros de deslizamento de terra. Usado somente em Marte. | LA         |
| Labyrinthus, labyrinthi      | /læbɪˈrɪnθəs/, /læbɪˈrɪnθaɪ/             | Complexo de vales ou cumes interseccionais. | LB         |
| Lacuna, lacunae              | /ləˈkjuːnə/, /ləˈkjuːni/                 | Depressão em forma irregular com a aparência de um leito seco do lago. Usado apenas em Titã. | LU         |
| Lacus, lacūs                 | /ˈleɪkəs/                                | Um "lago" ou uma pequena planície na Lua e em Marte. Em Titã, um "lago" ou pequena planície escura com limites discretos e afiados.                                                               | LC         |
| Nome local de aterrissagem   | Nome local de aterrissagem               | Características lunares nos (ou perto dos) locais de pouso do programa Apollo. | LF         |
| Grande característica anelar | Grande característica anelar             | Características anelares obscuras. | LG         |
| Lenticula, lenticulae        | /lɛnˈtɪkjʊlə/, /lɛnˈtɪkjʊli/             | Pequenos pontos escuros em Europa. | LE         |
| Linea, lineae                | /ˈlɪniə/, /ˈlɪnii/                       | Marcação de alongamento escuro ou brilhante, pode ser curvado ou reto. | LI         |
| Macula, maculae              | /ˈmækjʊlə/, /ˈmækjʊli/                   | Mancha escura, pode ser irregular. | MA         |
| Mare, maria                  | /ˈmɑːri, -reɪ/, /ˈmɑːriə/                | Um "mar" ou uma grande planície circular na Lua e em Marte. Ex: Mare Erythraeum. Em Titã, grandes extensões de materiais escuros considerados hidrocarbonetos líquidos, por exemplo, Ligeia Mare. | ME         |
| Mensa, mensae                | /ˈmɛnsə/, /ˈmɛnsi/                       | Um destaque plano com bordas em como penhascos, ou seja, uma mesa. | MN         |
| Mons, montes                 | /ˈmɒnz/, /ˈmɒntiːz/                      | Mons se refere a uma montanha. Montes se refere a uma cadeia de montanhas. | MO         |
| Oceanus                      | /oʊʃiːˈeɪnəs/                            | Uma área escura muito grande. A única característica com esta designação é Oceanus Procellarum.                                                                                                   | OC         |
| Palus, paludes               | /ˈpeɪləs/, /pəˈljuːdiːz/                 | "Pãntano", pequena planície. Usado na Lua e Marte. | PA         |
| Patera, paterae              | /ˈpætərə/, /ˈpætəri/                     | Cratera irregular, ou um complexo de crateras com bordas escalopadas. Ex: Ah Peku Patera. Geralmente se refere à depressão em forma de prato em cima de um vulcão.                                | PE         |
| Planitia, planitiae          | /pləˈnɪʃə/, /pləˈnɪʃi/                   | Uma planície baixa. Ex: Amazonis Planitia. | PL         |
| Planum, plana                | /ˈpleɪnəm/, /ˈpleɪnə/                    | Um platô ou planalto. Ex: Planum Boreum | PM         |
| Pluma                        |                                          | Uma característica criovulcânica em Tritão. Esse termo está em desuso. | PU         |
| Promontorium, promontoria    | /prɒmənˈtɔːriəm/, /prɒmənˈtɔːriə/        | "Cabo", promontório. Usado somente na Lua. | PR         |
| Regio, regiones              | /ˈriːdʒioʊ/ ~ /ˈrɛdʒioʊ/, /rɛdʒiˈoʊniːz/ | Grande área marcada por reflectividade ou distinções de cores de áreas adjacentes, ou uma ampla região geográfica.                                                                                | RE         |
| Reticulum, reticula          | /rɪˈtɪkjʊləm/, /rɪˈtɪkjʊlə/              | Padrão reticular em Vênus. | RT         |
| Rima, rimae                  | /ˈraɪmə/, /ˈraɪmi/                       | Fissuras. Usada somente na Lua. | RI         |
| Rupes, rupes                 | /ˈruːpiːz/                               | Escarpa | RU         |
| Característica satélite      | Característica satélite                  | Uma característica que compartilha o nome de uma caracteristica associada,. Ex: Hertzsprung D | SF         |
| Scopulus, scopuli            | /ˈskɒpjʊlə/, /ˈskɒpjʊlaɪ/                | Escarpas irregulares. | SC         |
| Serpens, serpentes           | /ˈsɜːrpɛnz/, /sərˈpɛntiːz/               | Característica sinuosa com segmentos de relevo positivo e negativo ao longo de sua extensão. | SE         |
| Sinus                        | /ˈsaɪnəs/                                | "Baía"; pequena planície na Lua ou Marte. Ex: Sinus Meridiani. Em Titã, baía dentro de corpos de líquido.                                                                                         | SI         |
| Sulcus, sulci                | /ˈsʌlkəs/, /ˈsʌlsaɪ/                     | Sulcos e cumes subparalelos. | SU         |
| Terra, terrae                | /ˈtɛrə/, /ˈtɛri/                         | Extensivas massas de terra. Exs: Arabia Terra e Aphrodite Terra. | TA         |
| Tessera, tesserae            | /ˈtɛsərə/, /ˈtɛsəri/                     | Uma área de terra poligonal semelhante a ladrilhos. Este termo é usado apenas em Vênus . | TE         |
| Tholus, tholi                | /ˈθoʊləs/, /ˈθoʊlaɪ/                     | Pequena montanha ou morro com domo. Ex: Hecates Tholus | TH         |
| Undae                        | /ˈʌndi/                                  | Uma área com dunas. Usado em Vênus, Marte e TItã. | UN         |
| Vallis, valles               | /ˈvælɪs/, /ˈvæliːz/                      | Um vale. Ex: Valles Marineris. | VA         |
| Vastitas, vastitates         | /ˈvæstɪtəs/, /væstɪˈteɪtiːz/             | Uma planície muito extensa. A única característica com esta designação é Vastitas Borealis. | VS         |
| Virga, virgae                | /ˈvɜːrɡə/, /ˈvɜːrdʒi/                    | Um estreito ou faixa de cor. Esse termo é usado somente em Titã. | VI         |